# Aquilaria hirta
Aquilaria hirta är en tibastväxtart som beskrevs av Henry Nicholas Ridley. Aquilaria hirta ingår i släktet Aquilaria och familjen tibastväxter. Inga underarter finns listade i Catalogue of Life.